# Tourisme en Hongrie

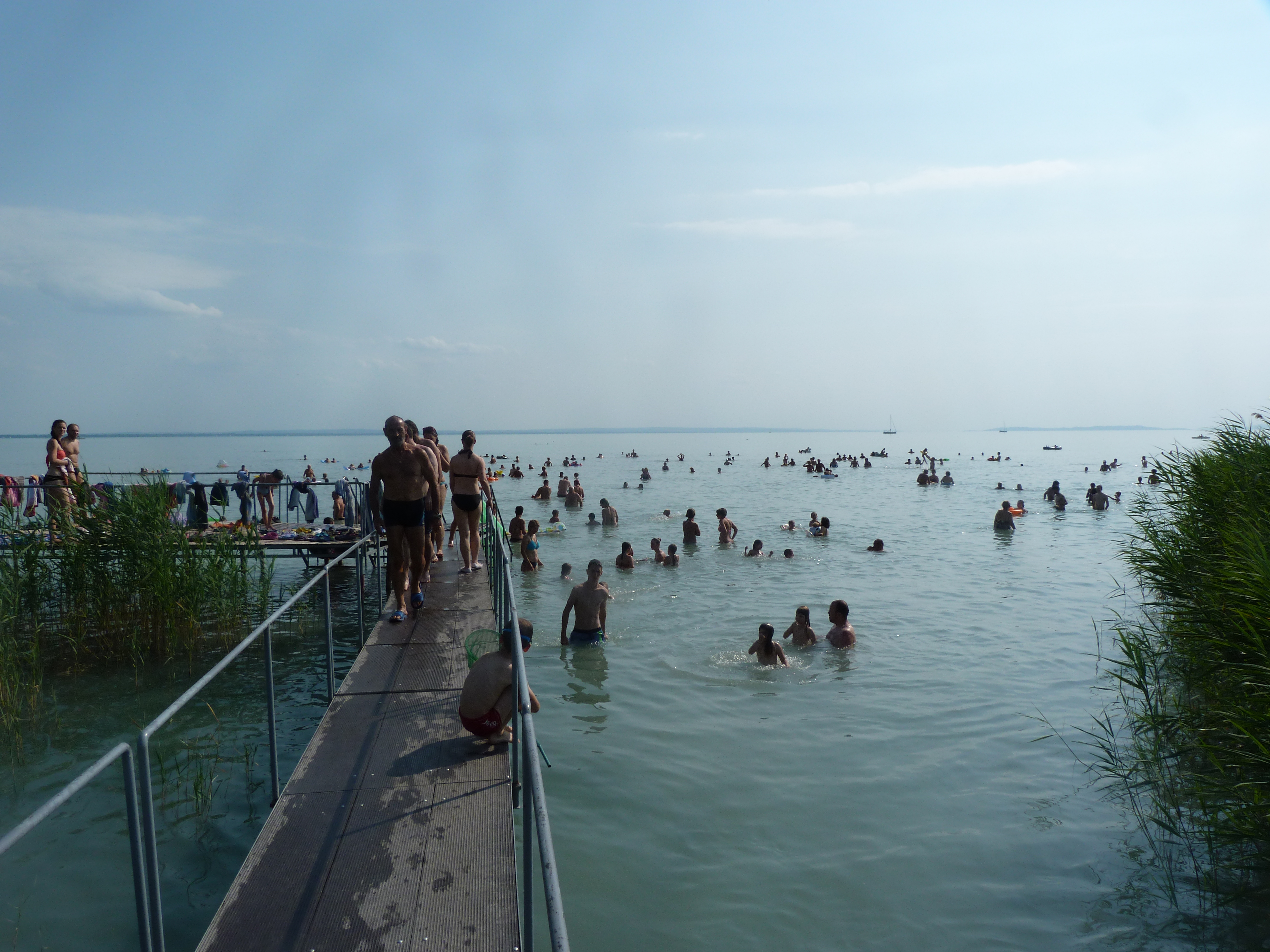
Baignade au lac Balaton en juillet 2015.

Le tourisme en Hongrie est une activité économique importante pour le pays. La Hongrie est une destination touristique privilégiée, réputée pour son patrimoine historique, son activité balnéaire, sa gastronomie, son folklore et ses paysages. Sa position au centre de l'Europe facile d'accès, ses prix relativement bas et sa sécurité sur place ont largement contribué à son succès. 
Depuis quelques années, la vie nocturne de Budapest attire aussi une nouvelle forme de tourisme, essentiellement jeune.

## Secteur économique du tourisme en Hongrie
Le tourisme est en constante progression en Hongrie depuis le début des années 2000. 

### Chiffres et données
En 2019, il y a eu 12,8 millions d'hébergements et 31, 3 millions de nuitées (pour un pays de 10 millions d'habitants).  Par rapport à 2018, il y a eu une progression de 8 %. Cependant, la répartition des invités étrangers et nationaux sur les nuitées est toujours équilibrée. En 2018, sur la moitié du nombre total de nuitées, 15,6 millions de nuitées ont été passées par des touristes hongrois et 15,7 millions par des étrangers en Hongrie.

### Géographie du tourisme
Le tourisme en Hongrie est essentiellement concentré autour de Budapest et ses alentours (boucle du Danube, Visegrád, Gödöllő). Mais le lac Balaton, destination balnéaire prisée, est aussi très visité, traditionnellement par les touristes allemands depuis 30-40ans. Le parc national de Hortobágy, la fameuse steppe hongroise (la puszta) et sa biosphère protégée sont très demandé, incluant une démonstration de dressage de chevaux traditionnelle par les berges de la steppes. Il y a aussi la région viticole du Tokaj qui est connue mondialement pour son vin liquoreux unique au monde et la richesses des vins de cette région.

## Offres touristiques en Hongrie
L'offre touristique est très diversifiée en Hongrie, afin de répondre aux demandes de chaque public.

### Tourisme culturel
Par son emplacement et son histoire, Budapest est un lieu idéal pour les visites culturelles. Un grand nombre de visites sont proposées à la demi journée ou à la journée. Les tours opérateurs proposent généralement 3 heures de visites avec 3 endroits touristiques. Les guides touristiques proposent généralement plus de 3h jusqu'à la journée entière.

### Tourisme naturel
- Spas à Budapest

### Tourisme festif
Chaque année, un grand nombre de festivals en plein air se tiennent en Hongrie. Le plus connu de tous est le festival Sziget (île en hongrois), avec une programmation musicale assez éclectique, et qui est aussi l'un des plus grands festivals d'Europe. Il y a aussi le Balaton Sound, sur les rives du lac Balaton, avec une programmation électro. Le Rock Maraton qui est un festival de rock, qui se situe à Dunaújváros. Il y en a plein d'autres, mais ils n'ont pas autant de portée au niveau international.